# Rudebox (album)
A Rudebox című nagylemez Robbie Williams brit énekes hetedik stúdióalbuma (a tizedik lemeze). 2006. október 23-án jelent meg Angliában. Az albumon közreműködik: William Orbit, Mark Ronson, Soul Mekanik és a Pet Shop Boys (a She's Madonna és a We're The Pet Shop Boys című dalokban). Lily Allen háttérvokált énekel a Bongo Bong and Je Ne T'aime Plus és a Keep On című felvételeken.
Az albumon több feldolgozás hallható: a Louise című dal a The Human League nevű brit együttes 1984-es sikerdala volt, a Kiss Me Stephen Duffy legnagyobb slágere volt, a Lovelight Lewis Taylor szerzeménye, a We’re the Pet Shop Boys című dal szövegírója pedig a My Robot Friend nevű formáció. A Bongo Bong and Je Ne T'aime Plus című dal Manu Chao nevéhez fűződik.
Az album vegyes kritikai fogadtatásban részesült, ezek ellenére 14 országban előkelő helyen végzett a slágerlistákon. Például az Egyesült Királyságban, Ausztráliában, Svájcban, Németországban, Mexikóban, Argentínában, Spanyolországban, Olaszországban és Finnországban). Williams épp latin-amerikai és ausztráliai turnéján volt, mikor az album megjelent és így nem promotálta a lemezt. Nem volt sem tévés, sem rádiós megjelenése, nem adott magazinoknak interjút a lemezzel kapcsolatban és nem volt az albumnak külön turnéja sem. Az EMI nem fordított nagy hangsúlyt a lemez reklámozására, csak kevés TV- és rádióreklámja készült.
A Rudebox a második helyen debütált a United World Charton a 378 000-es eladással 2006. november 11-én. A mai napig 500 000 példányt adtak el belőle az Egyesült Királyságban és kevesebb mint 5 milliót világszerte.

## Fogadtatás

### Kritika
| „             | Hihetetlenül precízen megtervezettnek tűnik a Rudebox... Újabb célcsoportot célzott meg és talált el... (Érdekes, hogy az aktuális MAHASZ Rádiós listáján csak az első húsz között találjuk az aktuális kislemezt, míg az eladási adatok alapján a nagylemez benne van a legjobb ötben!) Vannak, akik azzal magyarázzák a merész lépést, hogy Robbie Williams mindenáron szeretne betörni az amerikai piacra, ami érdekes módon eddig nem sikerül neki. Mások szerint az énekes kamaszkora kedvenc előadóinak zenei világa előtt tiszteleg e koronggal. Lehet, hogy mindkét állításban van igazság, ám kétségtelen, az énekes–zenésznek muszáj volt váltania, hiszen a Guy Chambers-szerzőtárssal való szakítás után képtelen volt tartani azt a magas szintet, ami az Angels-t, a Let Me Entertain You-t, a Feelt, a Strongot vagy a No Regrets-t jellemzi. Robbie-nak ebben az átmenetben az a Stephen Duffy segített, aki a nyolcvanas évek végétől aktív dalszerző-muzsikus, s akivel nemcsak a teljes Intensive Care nagylemezt összerakta, de már a 2004-es Greatest Hits korongra is készítettek két dalt (Radio, Misunderstood). | ” |
| – rapmusic.hu | |   |

### Eladás
Az Egyesült Királyságban az albumból a megjelenés napján rögtön 54 667 példány fogyott el. Ezzel – ezen a keddi napon – az eladási listán rögtön az első helyre került. Szerdára a lemezből már 75 000 fogyott.
Az album az első helyen debütált a hivatalos brit albumlistán a több, mint 147 000-es eladott példányszámmal. Bár a Rudebox megszerezte az első helyet, az eladási adatok mégis jóval elmaradtak az EMI elvárásaitól, hiszen az összes eladást tekintve Williams korábbi együttesének, a Take Thatnek Beautiful World című lemeze jobban fogyott. A Rudebox viszont a Beautiful Worldöt körözte le az Egyesült Királyságon kívül. Később az album relatív bukása a kiadó két vezetőjének kirúgásához vezetett.
Az album 2006. október 20-án jelent meg Hollandiában, ugyanezen a napon lett platinalemez, az előre megrendelt eladásoknak köszönhetően (ez több mint 70 000 példányt jelent).
Belgiumban az album 50 000 példányban kelt el; itt szintén platinalemez lett. Ausztráliában 2006. október 23-án jelent meg a lemez, ahol az első helyen debütált és szintén platinalemez lett már az első héten. Azóta kétszeres platinalemez lett (140 000 eladott példánnyal). 2006. október 20-a óta világszerte 5.5 millió példányban kelt el az album, és 14 országban vezette a slágerlistát.
A megjelenés hetében 220 000 kópiát szállítottak Franciaországba, 600 000-et Németországba és 700 000-et Angliába. Ausztráliában háromszoros platinalemez lett (210 000 eladott lemez), Mexikóban szintén a 100 000 példánynak köszönhetően. 2006. november 8-án az IFPI kétszeres platinalemezzé nyilvánította Európában, mivel itt több, mint 2 millió darabot adtak el belőle. Ebben az évben ez a lemez lett leggyorsabban platina.
2006. november 20-án az album Mexikóban is az első helyre került a listán.
Az IFPI szerint 2006-ban a Rudebox lett a 18. legtöbbet eladott album a világon. Az Amerikai Egyesült Államokon kívül ez volt a 2006-os év legnagyobb példányban eladott lemeze, amely egy szólóénekesé.
Annak ellenére, hogy, Amerikában nem jelent meg az album mindenhol, különböző üzletekben importként lehetett kapni (az import CD-nek magasabb az ára). Például Tacomában, Washingtonban a Borders Group Könyváruház üzleteiben 22,99 dollár (plusz adó) volt a lemez ára - általában az új amerikai CD-k ára 14,99 dollár körül van.
A Virgin Megastore mégis az új megjelenések között listázta a lemezt és 11,99-15,99 dolláros áron lehetett kapni. A digitális letöltéseket nézve, az albumnak relatíve nagy sikere volt, az i-Tuneson bekerült a legjobb 15 lemez közé. A kanadai i-Tunes-on a 7. helyezést érte el. 2007 júliusában az amerikai boltokban az album Argentínában készült példányait árulták, amely a Dickhead című bónusz dalt is tartalmazza.
Tény viszont az is, hogy az EMI által megjelentetett lemezek 85 százaléka nem termel bevételt (az új zenekarok szerződtetésére kötött összegek miatt), másrészt azért, mert néha túlbecsülik, hogy az egyes lemezekből hány példányt tudnak majd eladni. Ez történt a Rudebox-szal is, amelyből több, mint 1 millió példány maradt meg. Ezeket Kínába szállították, ahol összetörték őket és újrahasznosították útburkolatnak és utcai lámpák alkatrészének.

## Kislemezek
- Rudebox
- Kiss Me (limitált nemzetközi kiadás)
- Lovelight
- Bongo Bong and Je Ne T'Aime Plus (limitált nemzetközi kiadás)
- She's Madonna

## Botrányok
Ashley Hamilton amerikai színész, dalszövegíró azzal vádolta Williams-et, hogy részben ő írta a She's Madonna című számot. Ashley azt nyilatkozta a brit Daily Mirror újságnak, hogy együtt dolgoztak a She's Madonna című számon, mielőtt Williams felkérte a Pet Shop Boys-ot, hogy befejezzék a dal megírását. Williams viszont azt állítja, hogy azután írta a dalt, hogy látta Madonnát az előző évi MTV Europe Award-on.
A következő botrány a The 90s című dal körül alakult ki. A dal eredeti szövegében szereplő rapbetét arra utal, hogy Nigel Martin-Smith, a Take That menedzsere átverte Williamset, azután, hogy a csapat nem hozta az elvárt profitot az európai turnéján. A dal csak fokozta Martin-Smith dühét, aki követelte, hogy a dalt töröljék a lemezről.
A következő, végül kihagyott rapbetét hangzott el a második versszak előtt a dal eredeti változatában:
"Now I'm managed by a prick and I'm 16 and chubby.  Told me to lose 20 pounds and you're not Rob, you're Robbie, and if I see you with a girl, then you're gonna be sorry and if you don't sign this contract, get your bags from the lobby.  He's such an evil man, I used to fantasize of taking a Stanley knife and go and play with his eyes.  I pray to the Lord he won't have any children.  He didn't spot Elvis leaving the building."

## Dalok listája
| #   | Cím                                                         | Szövegíró                                                                  | Producer                       | Hossz |
| --- | ----------------------------------------------------------- | -------------------------------------------------------------------------- | ------------------------------ | ----- |
| 1.  | Rudebox                                                     | (R. Williams, B. Laswell, B. Collins, C. Aiken, R. Shakespeare, S. Dunbar) | Soul Mekanik                   | 4:44  |
| 2.  | Viva Life on Mars                                           | (R. Williams, D. Spencer, K. Andrews)                                      | Soul Mekanik                   | 4:51  |
| 3.  | Lovelight                                                   | (Lewis Taylor)                                                             | Mark Ronson                    | 4:02  |
| 4.  | Bongo Bong and Je Ne T'Aime Plus (közreműködik: Lily Allen) | (M. Chao)                                                                  | Mark Ronson                    | 4:48  |
| 5.  | She's Madonna (Pet Shop Boys-szal)                          | (R. Williams, N. Tennant, C. Lowe)                                         | Pet Shop Boys                  | 4:16  |
| 6.  | Keep On (közreműködik Lily Allen)                           | (R. Williams, C. Heath, S. Duffy)                                          | Joan Sebastian                 | 4:19  |
| 7.  | Good Doctor                                                 | (R. Williams, J. Meehan)                                                   | Mark Ronson                    | 3:16  |
| 8.  | The Actor                                                   | (R. Williams, B. Christy, C. Russo)                                        | Brandon Christy és Craig Russo | 4:06  |
| 9.  | Never Touch That Switch                                     | (K. Andrews, D. Spencer)                                                   | Soul Mekanik                   | 2:47  |
| 10. | Louise                                                      | (J. Callis, P. Wright, P. Oakey)                                           | William Orbit                  | 4:46  |
| 11. | We're the Pet Shop Boys (Pet Shop Boys-szal)                | (My Robot Friend)                                                          | Pet Shop Boys                  | 4:57  |
| 12. | Burslem Normals                                             | (R. Williams, D. Spencer, K. Andrews)                                      | Soul Mekanik                   | 3:50  |
| 13. | Kiss Me                                                     | (S. Duffy)                                                                 | Joey Negro                     | 3:18  |
| 14. | The 80's                                                    | (R. Williams, J. Meehan)                                                   | Jerry Meehan                   | 4:18  |
| 15. | The 90's                                                    | (R. Williams, J. Meehan)                                                   | Jerry Meehan                   | 5:34  |
| 16. | Summertime                                                  | (R. Williams, A. Genn)                                                     | William Orbit                  | 5:41  |
| 17. | Dickhead (Rejtett szám)                                     | (R. Williams, J. Meehan)                                                   | Jerry Meehan                   | 4:09  |

Különleges kiadás:
Az album különleges kiadása az eredetivel megegyező időpontban jött ki, speciális csomagolásban, egy exkluzív DVD-vel, amin a We Are Not Alone című 30 perces dokumentumfilm található, valamint a Rudebox élő felvételekkel, amelyet Leeds-ben rögzítettek a az énekes Roudhay Parkban tartott koncertjén. Ezen kívül tartalmaz egy előzetest Williams új DVD-jéből az And Through It All - Robbie Williams Live 1997-2006.
Japán bónusz dal: Lonestar Rising.

## Helyezések, eladási statisztika
| Ország             | Legmagasabb helyezés | Minősítés                     | Eladás   |
| ------------------ | -------------------- | ----------------------------- | -------- |
| Argentína          | 1                    | 2x platinalemez               | 80,000+  |
| Ausztrália         | 1                    | 2x platinalemez               | 140,000+ |
| Olaszország        | 1                    | platinalemez                  | 100,000+ |
| Ausztria           | 1                    | 2x platinalemez               | 60,000+  |
| Belgium            | 3                    | platinalemez                  | 40,000+  |
| Dánia              | 1                    | platinalemez                  | 30,000+  |
| Finnország         | 1                    | platinalemez                  | 33,465+  |
| Franciaország      | 3                    | platinalemez                  | 200,000+ |
| Németország        | 1                    | 3x platinalemez/6x aranylemez | 600,000+ |
| Magyarország       | 3                    | 2x platinalemez               | 20,000+  |
| Írország           | 2                    | 2x platinalemez               | 30,000+  |
| Mexikó             | 1                    | platinalemez                  | 100,000+ |
| Portugália         | 5                    | aranylemez                    | 10,000+  |
| Spanyolország      | 1                    | aranylemez                    | 40,000+  |
| Svédország         | 2                    | aranylemez                    | 30,000+  |
| Svájc              | 1                    | 2x platinalemez               | 60,000+  |
| Egyesült Királyság | 1                    | 2x platinalemez               | 600,000+ |

## Külső források
- Archiválva 2011. május 15-i dátummal a Wayback Machine-ben Az album diszkográfiája az énekes hivatalos honlapján